# Білоусівський (заказник)
Білоу́сівський — гідрологічний заказник місцевого значення у Золотоніському районі Черкаської області.

## Опис
Заказник площею 147,3 га розташовано на р. Чумгак на північно-східній околиці с. Білоусівка.
Як об'єкт природно-заповідного фонду створено рішенням Черкаської обласної ради від 21.12.2007 р. № 14-19/V. Землекористувач або землевласник, у віданні якого знаходиться заповідний об'єкт — Драбівська селищна громада.
Основною метою створення заказника є регуляція гідрологічного режиму р. Чумгак та збереження водно-болотних угідь Драбівського району. Унікальним для Лівобережного Лісостепу України є формування на території заказнику лісових угрупувань пухнастоберезового лісу із домінуванням бореального виду берези пухнастої.